# マーキュロクロム液

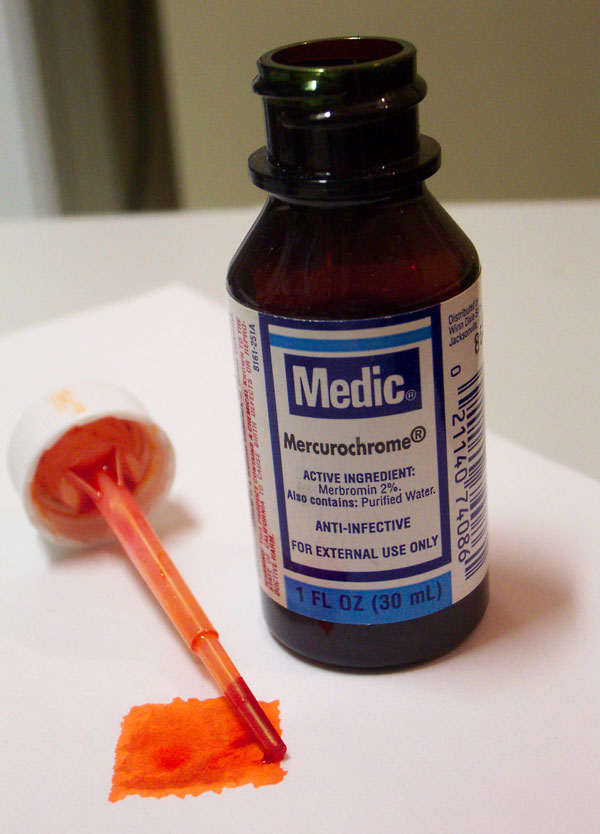
マーキュロクロム液

マーキュロクロム液は、メルブロミン（merbromin）の水溶液（メルブロミン液）の商品名であり、皮膚・キズの殺菌・消毒に用いられる局所殺菌剤である。メルブロミンは有機水銀二ナトリウム塩化合物であり、フルオレセイン骨格を有する。
マーキュロクロム液は暗赤褐色の液体であり、赤チン（あかチン）の通称でも知られている。これは「赤いヨードチンキ」の意味で、同じ殺菌・消毒の目的で使われる希ヨードチンキが茶色なのに対して本品の色が赤いことからつけられた。ただしマーキュロクロム液は水溶液であり、「生薬をエタノールに浸したもの」を指すチンキ剤ではない。 
アメリカ合衆国での商品名は、Mercurochrome、Merbromine、Sodium mercurescein、Asceptichrome、Supercrome、Brocasept、Cinfacrominなど。

## 用途
メルブロミンは局所殺菌剤としての用途が最も良く知られている。傷に処置した場合、皮膚は鮮やかな赤色に染まる。アメリカ合衆国では、メルブロミンの使用は他の殺菌剤（ポビドンヨード、塩化ベンザルコニウム、クロロキシレノールなど）によって置き換わっている。メルブロミンはその「異常な価格の安さ」のため、特に発展途上国では未だに重要な殺菌薬である。
また、メルブロミンは組織の境界を記すための生物学的染料としてや、金属破断を検出するための工業的浸透探傷検査での金属染料としても使用されている。

## 性質
メルブロミン ( 2,7-ジブロモ-4-ヒドロキシ水銀フルオレセイン二ナトリウム塩、 C20H8Br2HgNa2O6) は青緑色から帯緑赤褐色の小葉片または粒状の物質。水には溶けやすいが、不溶分が残る事もある。エタノール、アセトン、エーテル、クロロホルムなどの有機溶媒にはほとんど溶けない。メルブロミン自体は劇薬であるが、その溶液は劇薬ではない。
2%メルブロミン液は100 mL中に2 gのメルブロミンを含むため、水銀を0.42–0.56 w/v%含む。メルブロミン液に含まれる水銀は有機水銀化合物であるが、皮膚浸透性が低く、濃度が薄い希釈液のために毒性は小さいので、外用剤として使う限りにおいては安全とされている。
遮光した気密容器に保存する。pHは約8。

## 歴史
メルブロミンの殺菌作用は1918年にジョンズ・ホプキンス病院のヒュー・ヤング医師によって発見された。ヨードチンキなどより傷にしみないとされ、全世界の家庭の常備薬の一つとして長く使われていた。しかし、1998年10月19日にアメリカの食品医薬品局 (FDA) によって、マーキュロクロム液の分類が「一般に安全と認められる」から「未検証」に変更されたことによってアメリカ国内での流通が事実上停止した。その後、ドイツでは2003年、フランスでは2006年に販売が停止された。
日本では、製造工程で水銀化合物を含む廃液が発生するという理由から1973年頃に製造が中止されたが、常備薬として求める声は多く、海外で製造した原料を輸入して販売が続いた。2019年5月31日に日本薬局方から削除され、「日本薬局方」を記載したパッケージでは売れなくなり、あらためて承認審査を通さなければならない。2020年12月31日に水銀に関する水俣条約によって国内での製造も規制される。
製薬会社等がメルブロミンの希釈液を製造することは禁止されていないが、原薬であるメルブロミンの国内合成は、その原料となる水銀の輸入、貯蔵、使用等が規制の対象となっていることから、中国等の外国から輸入したメルブロミンの原薬を国内で精製水と調合することで製造されている。
人間以外には観賞魚の白点病の治療薬に古くは用いられていたが、白点病そのものは治せても魚の肝臓に害があるので後から魚が死亡することがあるため、1966年時点で白点病の治療薬には非推奨と言われている。
Hyson社が出していた説明書には糖分や他の塩、有機酸に対して相溶性が非常に悪いとの記述があり、これが体内にしみこみにくいうえに皮膚表層のみで抗菌性を示し、さらに水銀が体内に取り込まれにくい理由とされていた。

## 日本国内での製造
富山化学工業（現・富士フイルム富山化学）は、1973年9月30日を以て、生産部門を閉鎖した。多額の水銀防止施設を整備していては採算が取れなくなるのが理由であった。
マーキュロクロム液FMを製造していたフヂミ製薬所（大阪府大阪市東成区）は2016年に倒産した（大阪地方裁判所平成27年1月6日破産手続開始決定）。フヂミ製薬所が製造販売元・発売元の商品のほかに、同社が製造し発売元が株式会社阪神局方（大阪地方裁判所平成25年(フ)4106号破産開始決定）およびマイラン製薬株式会社の商品があった。
マーキュロクロム液「コザカイ・P」（一般用第2類医薬品）、マーキュロクロム液「コザカイ・S」、マーキュロクロム液「コザカイ・M」（医療用医薬品）を製造していた小堺製薬（東京都墨田区）は2018年末をもって製造を終了した。
日本薬局方からマーキュロクロム液が外れた2019年6月以降も製造を続けていたのはマーキュロクロム液「サンエイ-S」（一般用第2類医薬品）を製造する三栄製薬株式会社（東京都世田谷区）のみであった。一時期は月2000〜3000本ほどの生産量であったが、水銀に関する水俣条約により、2021年以降マーキュロクロム水溶液が規制対象となるため、2020年12月24日製造分を以て製造を終了した。